# Olympische Winterspiele 1936/Teilnehmer (Spanien)
| Gelbes Symbol für Goldmedaillen mit stilisierten Olympischen Ringen | Graues Symbol für Silbermedaillen mit stilisierten Olympischen Ringen | Braundes Symbol für Bronzemedaillen mit stilisierten Olympischen Ringen |
| ------------------------------------------------------------------- | --------------------------------------------------------------------- | ----------------------------------------------------------------------- |
| —                                                                   | —                                                                     | —                                                                       |

Spanien nahm an den IV. Olympischen Winterspielen 1936 in Garmisch-Partenkirchen mit einer Delegation von 6 Athleten teil. Die zwei Starterinnen nahmen an der Alpinen Kombination teil und die vier Starter am Skilanglauf über die 18 Kilometer. Es war die erste Teilnahme von Spanien an den Olympischen Winterspielen und die bis heute einzige als Republik. Die spanische Mannschaft blieb ohne Medaille.
Der jüngste spanische Teilnehmer war der 21-jährige Tomás Velasco und der älteste Teilnehmer war der 28-jährige Enrique Millán. Sowohl Velasco als auch Millán gingen im Skilanglauf an den Start. Mit einem Durchschnittsalter von 23,83 Jahren war Spanien mit einer jungen Mannschaft am Start. Bei der Eröffnungsfeier trug der Skilangläufer Jesús Suárez die spanische Flagge.

## Teilnehmer nach Sportarten

### Ski Alpin
| Athleten         | Wettbewerb         | Abfahrt | Abfahrt | Slalom | Slalom | Slalom | Gesamt | Gesamt |
| Athleten         | Wettbewerb         | Zeit    | Rang    | Zeit 1 | Zeit 2 | Rang   | Punkte | Rang   |
| ---------------- | ------------------ | ------- | ------- | ------ | ------ | ------ | ------ | ------ |
| Ernestina Maenza | Alpine Kombination | 18:51,4 | 37      | DNS    | DNS    | DNS    | DNF    | DNF    |
| Margot Moles     | Alpine Kombination | 10:52,4 | 35      | 2:50,1 | DSQ    | DSQ    | DNF    | DNF    |

### Skilanglauf
| Athleten       | Wettbewerb | Zeit        | Rang |
| -------------- | ---------- | ----------- | ---- |
| Männer         |            |             |      |
| Tomás Velasco  | 18 km      | 1:37:25 min | 62   |
| Jesús Suárez   | 18 km      | 1:39:12 min | 63   |
| José Canals    | 18 km      | 1:40:14 min | 65   |
| Enrique Millán | 18 km      | DNF         | DNF  |